# 内博伊沙·斯特凡诺维奇
内博伊沙·斯特凡诺维奇（發音：[nɛ̌bɔːjʃa stɛfǎːnɔʋitɕ]；1976年11月20日—），塞尔维亚政治家，曾任塞尔维亚副总理、国防部长、内务部长、国民议会主席。
2012年7月-2014年4月，任塞尔维亚国民议会主席。
他曾是塞尔维亚激进党成员，从此开始自己的政治生涯；2008年作为塞尔维亚进步党创建人之一，进入该党领导核心。

## 生平简历
1976年11月20日，斯特凡诺维奇出生于贝尔格莱德，在新贝尔格莱德读小学和中学，并毕业于贝尔格莱德“米·彼德洛维奇·阿拉思”第九中学。大学毕业于贝尔格莱德“大趋势”大学经济管理学院，2011年在同一大学获经济学硕士学位，答辩论文题目是“地方自治的现代管理原则”；2013年，在同一大学获博士学位，答辩论文为“地方自治管理战略经营的新作用”。
2004年参加工作，担任进出口贸易公司“Interspid d.o.o.”营销部经理；2008年任“苹果”公司财务副经理。会英语和俄语。已婚，妻子安娜·斯特凡诺维奇，两人育有一子（菲利普）一女（尼娜）。

## 政治生涯
他拥有25年以上的从政生涯，早先曾是塞尔维亚激进党成员。2008年与他人一同创建塞尔维亚进步党，并为该党主席团成员兼贝尔格莱德市党委书记。在担任贝尔格莱德市进步党党委书记期间，带领自己的团队取得显著成绩。在2014年大选期间，塞尔维亚进步党在贝尔格莱德市选区获得43,62%选票，成为该市的执政党；在2018年的大选中进步党在贝尔格莱德选区以44,99%的绝对优势获胜。自塞尔维亚进步党于2008年成立至2016年召开第四届全体大会，担任塞尔维亚进步党中央委员会副主席。

### 塞尔维亚各级议会议员
2004年-2008年，当选贝尔格莱德市议会激进党议员。2007年全国议会选举时，当选塞尔维亚国民议会议员并担任塞议会贸易和旅游专门委员会主任。在2012年大选中，当选塞尔维亚国民议会进步党议员以及贝尔格莱德市市议会议员。

### 担任国会议长
2012年7月-2014年4月，斯特凡诺维奇担任塞尔维亚国民议会议长并兼任儿童权益专门委员会主任。曾担任各国议会联盟塞尔维亚议会代表团团长。
在担任塞尔维亚国民议会议长期间，因致力于保护妊娠妇女和母亲的权益为自己的政绩留下重重的一笔。根据他的提议，议会通过了《儿童和孕产妇权益保护法》。此外，还倡议发起了“儿童和孕妇优先”的活动，此活动一直进行至今。

### 塞尔维亚政府副总理兼内务部部长
2014年全国议会大选后，被提名并出任塞尔维亚政府内务部长，2016年大选后继续担任内务部长一职，并获提名出任塞尔维亚政府副总理，2017年塞政府重新组阁后继续担任副总理一职。
在担任内务部长期间，对内务部推行了一系列改革措施。他亲自倡议并在塞尔维亚小学一、四、六年级推行“儿童安全基本知识教育”计划，帮助儿童在成长早期熟悉了解各种可能遇到的紧急情况和危险因素。
他也是第一位内务部长提议在贝尔格莱德为所有因公殉职的警员树立纪念碑。现任打击人口走私委员会主席，共和国紧急情况指挥部司令，打击体育领域违法现象委员会主席，打击洗钱和金援恐怖主义活动协调行动领导小组组长。根据2017年11月7日颁布的总统令，出任国家安全委员会秘书长一职，同时兼任安全协调局局长。

### 与中国合作
塞尔维亚共和国内务部与中华人民共和国公安部有着紧密的合作，并签有合作协议（签于2009年），成功召开过数次部长级会议。
塞尔维亚内务部将继续致力加强与中国公安部以及中国其他安全部门的合作，特别是在打击网络犯罪、有组织犯罪和恐怖主义活动领域的人员培训的合作。塞内务部将在其职能范围内，采取一切必要的措施和行动，保障“一带一路”倡议框架内项目的安全实施。

## 争议
2014年6月，一些英国的学者发表文章并声称斯特凡诺维奇的博士论文的一些段落抄袭了他人的学术论文。
对此，“大趋势”大学学部委员会于2014年6月5日作出决定，成立专门委员会对启动撤销斯特凡诺维奇经济学博士学位程序必要性进行评估。委员会成员有：“大趋势”大学负责科研的副校长勃里斯·克里沃卡比奇教授，博士论文水平审核委员会主席奥斯卡·科瓦契教授，贝尔格莱德法律管理安全学院科研方法专业正教授奈焦·达尼洛维奇博士和贝尔格莱德经管学院战略经营专业讲师米哈伊洛·拉布兰诺维奇博士。
“大趋势”大学学部委员会于2014年6月11日同意调查委员会的报告，认为启动撤销斯特凡诺维奇经济学博士学位程序的理由不足。
“大趋势”大学学部委员会于2014年8月25日决定，再次为此案成立独立调查委员会，其成员为：博兹达尔·莱科维奇教授、斯凡提斯拉夫·塔巴洛什教授和伊万·拉道沙夫列维奇教授。调查委员会于同年9月23日一致同意，不存在启动撤销斯特凡诺维奇经济学博士学位程序的必要性。